# Kakushi toride no san akunin
Kakushi toride no san akunin (bra: A Fortaleza Escondida) é um filme japonês de 1958, do gênero ação, dirigido por Akira Kurosawa e estrelado por Toshirō Mifune e Misa Uehara.

## Sinopse
A história conta a saga de dois camponeses, Tahei e Matashichi (Minoru Chiaki e Kamatari Fujiwara) que fogem da destruição causada por uma batalha. Durante a fuga, eles encontram o general Rokurota Makabe (Toshirō Mifune) que está escoltando a princesa de uma família nobre e suas riquezas para um lugar seguro. Os camponeses passam a acompanhar o general e a princesa, pensando em roubar o ouro.
Numa pousada, eles compram de um traficante de escravos a filha de um fazendeiro (Toshiko Higuchi). O grupo então segue seu caminho em território inimigo, buscando um lugar onde a princesa e o general possam reconstruir um exército para retomar suas terras perdidas.

## Produção
Este é o primeiro filme de Kurosawa filmado em Widescreen, com a tecnologia Tohoscope. Kurosawa usou a tecnologia durante uma década em seus filmes.

## Legado
George Lucas admitiu que Kakushi toride no san akunin o influenciou na criação de Guerra nas Estrelas, principalmente pela técnica de contar o filme pela visão de dois personagens coadjuvantes (no caso, C-3PO e R2-D2). O esboço original de Lucas de Guerra nas Estrelas também tinha uma forte semelhança com A Fortaleza Escondida, a qual seria reutilizada em  A Ameaça Fantasma.

## Prêmios e indicações
- Recebeu o Prêmio FIPRESCI e venceu na categoria de melhor diretor no Festival de Berlim em 1959. Foi indicado ao Urso de Ouro de melhor filme.